# Rehuel Lobatto
Rehuel Lobatto (Amsterdam, 6 juni 1797 - Delft, 9 februari 1866) was een Nederlandse wiskundige, en hoogleraar wiskunde aan de Koninklijke Academie te Delft en de Polytechnische school te Delft, de voorlopers van de Technische Universiteit Delft.

## Levensloop
Lobatto, zoon van de makelaar Isaac Cohen Lobatto en Rebecca Da Costa, stamde uit het Portugees-joodse geslacht Lobatto, dat zich rond 1600 in Holland gevestigd had. Naast school leerde hij van zijn moeder de Zuid-Europese talen. Al vroeg toonde hij een bijzondere aanleg voor wiskunde, en kreeg hiervoor privaatles van Dr. Litwack. Ook volgde hij les bij Jean Henri van Swinden aan het Athenaeum Illustre. In Brussel kreeg hij verder les van Adolphe Quetelet, met wie hij bleef corresponderen. Deze correspondentie werd in 1823 gepubliceerd.
Door zijn Joodse afkomst was het begin 19de eeuw voor hem niet mogelijk wiskundedocent te worden. Op voordracht van Charles-Joseph d'Ursel kreeg hij in 1816 een aanstelling als klerk bij het ministerie van Buitenlandse Zaken. Na bevordering tot commies, ijker voor maten en gewichten, en hoofdinspecteur voor het ijkwezen, werd hij adviseur op het ministerie voor binnenlandse zaken. In die periode werd hij ook secretaris van de eerste Commissie voor statistiek van Nederland. In 1838 werd hij met Antoine Lipkens en P.J. Uylenbroek naar Parijs gezonden om de nieuwe nationale standaarden van lengte en gewicht te laten maken op basis van de standaardmaten in Parijs opgeslagen.
In 1842 werd hij aangesteld als hoogleraar in de wiskunde aan de nieuw opgerichte Koninklijke Academie te Delft, waar hij de volle 21 jaar van haar bestaan les gaf. Toen de Koninklijke Academie in 1863 opging in de Polytechnische school te Delft werd Lobatto aangesteld als honorair hoogleraar. 
Lobatto was Ridder in de Orde van de Leeuw, en ontving in 1834 een eredoctoraat van de Rijksuniversiteit van Groningen. Hij was lid van de Koninklijke Nederlandse Academie van Wetenschappen en een actief lid van het Wiskundig Genootschap.

### Personalia
In 1825 trouwde Lobatto met Clara de Léon, met wie hij tien kinderen kreeg, van wie vier hem overleefden.

## Werk

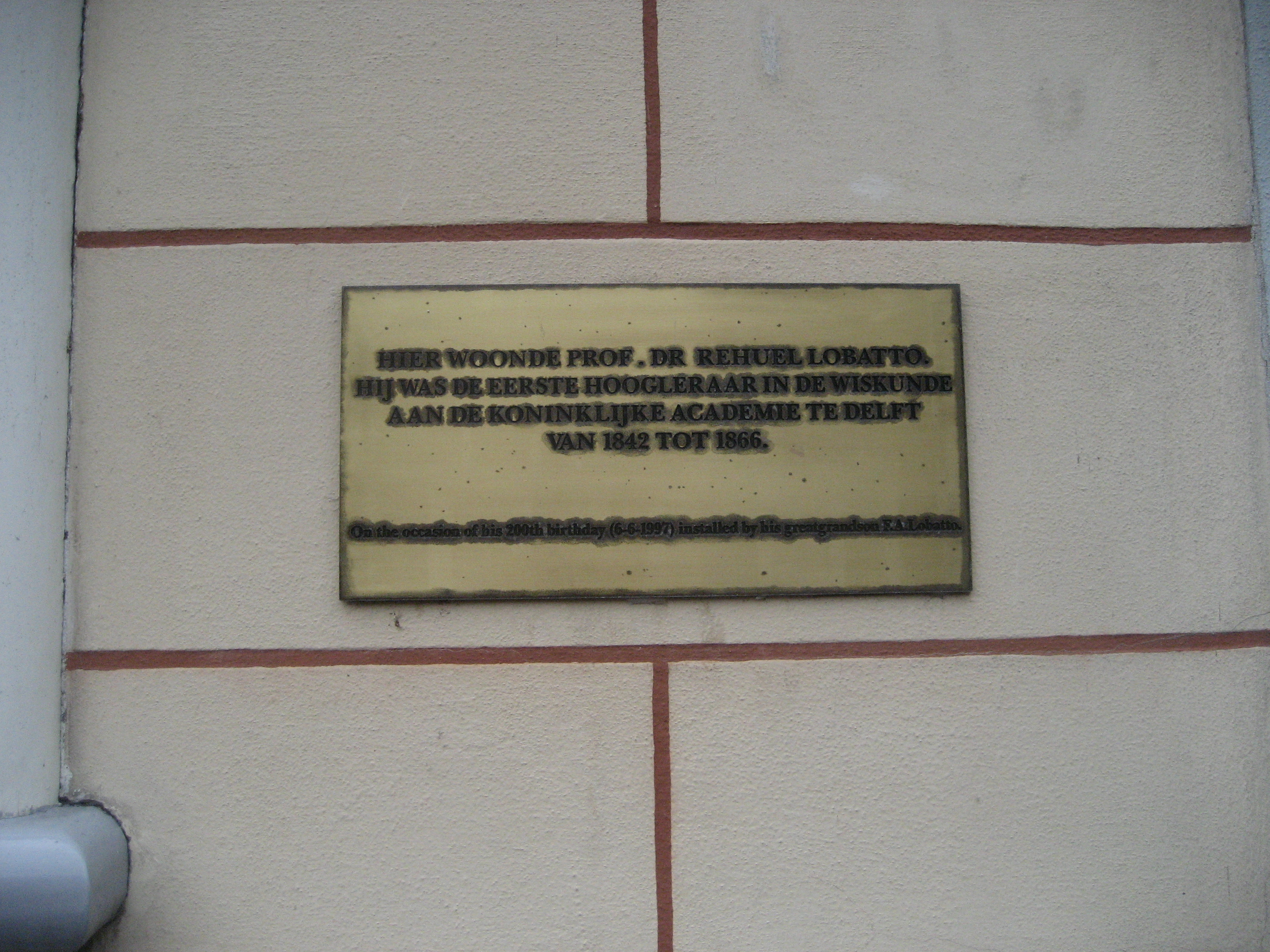
Plakkaat in Delft

Lobatto schreef een aantal schoolboeken, voornamelijk over de hogere wiskunde. Van 1826 tot 1849 was hij redacteur van het officiële statistische jaarboek in Nederland.
In 1830 publiceerde hij een boek over levensverzekeringen. Dat was toen een nieuwe bedrijvigheid in Nederland, in 1807 waren de eerste levensverzekeringsmaatschappijen ontstaan. Lobatto onderzocht als adviseur van de regering de statuten en tarieven van deze maatschappijen.
Op het gebied van wiskundige methoden leverde Lobatto ook enige bijdragen. Zo ontwikkelde hij de zogenaamde Gauss-Lobatto-methode in de numerieke integratie. Hij verbeterde in 1827 ook de breedte-bepalingsmethode voor zeevarenden van Cornelis Douwes.

## Publicaties
- Jean Guillaume Garnier (red.) Correspondance Mathématique et Physique. Volume 6. met bijdragen van A. Quetelet en R. Lobatto, 1823.
- Rehuel Lobatto, Wiskundige Mengelingen, 1823
- Rehuel Lobatto, Over de inrigting en berekening van duurzame weezen-fondsen: bijzonderlijk opgesteld ten dienste der ongeoefenden in de wiskunde. 1830
- Rehuel Lobatto. Verzameling van formules en tafelen, ten dienste der wiskundigen, Volume 1. 1833.
- Rehuel Lobatto. Lessen over de differentiaal- en integraal-rekening ..., van Cleef, 1851.
- Rehuel Lobatto. Over de betrekkingen welke er bestaan tusschen de coëfficiënten eener hoogere magtsvergelijking in x1 en die van hare afgeleide in (x-p). Van der Post, 1856
- Rehuel Lobatto. Leerboek der rechtlijnige en bolvormige driehoeksmeting. S. & W.N. Van Nooten, 1877